# 和平乡 (湟源县)
和平乡，是中华人民共和国青海省西宁市湟源县下辖的一个乡镇级行政单位。

## 行政区划
和平乡下辖以下地区：
茶汉素村、马场湾村、董家脑村、小高陵村、大高陵村、上拉雾台村、下拉雾台村、曲布滩村、马家湾村、马场台村、隆和村、加牙麻村、和平村、尕庄村、茶曲村、蒙古道村、草沟村、白水村、泉尔湾村和刘家台村。